# سیارک ۲۳۲۱۷
سیارک ۲۳۲۱۷ (به انگلیسی: 23217 Nayana، نامگذاری:2000UV104) بیست و سه هزار و دویست و هفدهمین سیارک کشف شده‌است که در ۲۵ اکتبر ۲۰۰۰ کشف شد.
قدر مطلق سیارک برابر ۱۷.۰ است.